# Mike Kluge
Mike Kluge (* 25. září 1962 Berlín) je bývalý německý cyklista, specialista na cyklokros a závody horských kol.
Závodit začal v roce 1978, v silniční cyklistice bylo jeho největším úspěchem etapové vítězství na závodě Porýním-Falcí 1983. V roce 1985 získal na domácím mistrovství světa v cyklokrosu v Mnichově titul amatérského mistra světa a v roce 1987 v Mladé Boleslavi vyhrál podruhé.
O rok později začal závodit profesionálně, v roce 1992 vyhrál na mistrovství světa v cyklokrosu mužů v Leedsu a v následujícím roce skončil v italském Azzano Decimo druhý za Dominiquem Arnouldem z Francie. Je také pětinásobným mistrem Německa mezi amatéry a šestinásobným mezi profesionály. Vyhovovaly mu rychlé, zmrzlé tratě, jeho silnou zbraní bylo vyspělé taktické pojetí.
Vyhrál v roce 1990 Světový pohár horských kol, na MTB také vyhrál závod Pražské schody 1996 a Black Forest Ultra Bike Marathon 1997 a 1998.
V roce 1993 založil vlastní firmu na výrobu bicyklů Focus Bikes, je také funkcionářem Mezinárodní cyklistické unie a komentátorem televizních přenosů.